# Цвикельбир

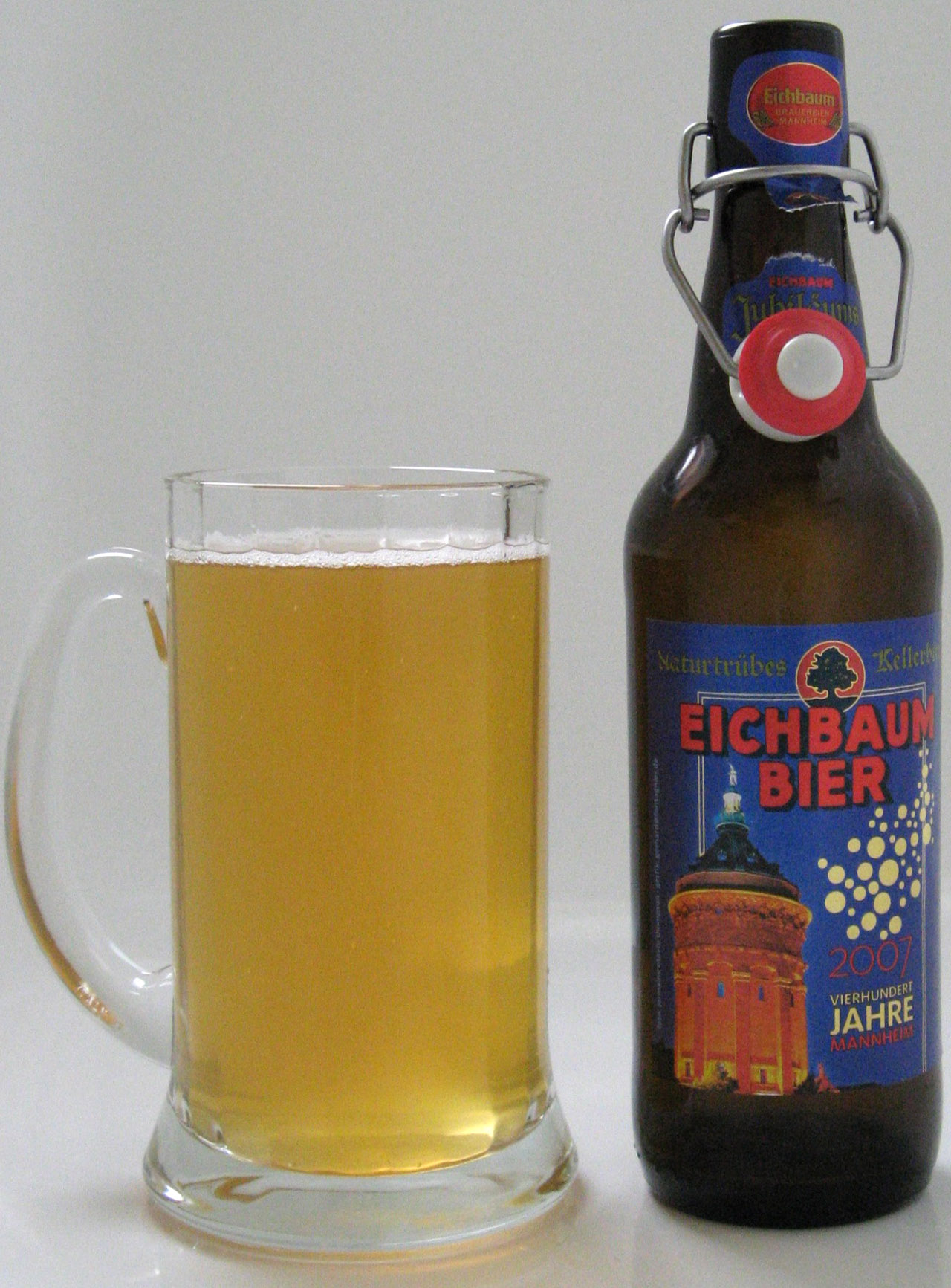
Бутылка цвикельбира «Eichbaum» (специальное издание к 400-летию немецкого города Мангейм).

Цвикельбир (Zwickelbier, Kellerbier, Цойгль (Zoiglbier, от нем. Zoigl — символ, знак) — немецкий сорт пива.

## Описание
Цвикельбир, в сущности — игристая разновидность баварского Келлербира (от немецкого Keller — погреб, погребное пиво). Это пиво содержит немного меньше спирта и хмеля. Доля алкоголя обычно ниже 5 %. Название Цвикельбир произошло от немецкого слова «цвикель» (Zwickel), что означает «кран для отбора проб», помещаемый на краю бочки или другой ёмкости, чтобы снимать пробы с напитка и узнавать, как протекает процесс ферментации.
Цвикельбир впервые стал изготавливаться домашними и любительскими пивоварнями Франконии. Пиво Цвикельбир не фильтруют и не пастеризуют. Особый процесс брожения пива Цвикельбир заключается в том, что бочки (баки) с пивом закрывают пробками или крышками непосредственно перед завершением процесса ферментации. За счет этого углекислый газ растворяется в пиве, и в итоге получается более игристый напиток, в отличие от обычного погребного пива.
Цвикельбир крайне редко экспортируется, поэтому такое пиво можно встретить только в Германии и в некоторых прилегающих странах. 